# Lygia Bojunga
Lygia Bojunga Nunes (Pelotas, 26 de agosto de 1932), ou simplesmente Lygia Bojunga, é uma atriz, tradutora e escritora brasileira, autora de mais de 22 livros com traduções em mais de 25 países. Em Junho de 2006, Lygia fundou a Casa Lygia Bojunga, com o objetivo de promover a popularização da literatura.

## Carreira
Iniciou a sua vida profissional como atriz, tendo-se dedicada ao rádio e ao teatro, até voltar-se para a literatura. Com a obra Os colegas (1972) conquistou um público que se solidificou com Angélica (1975), A bolsa amarela (1976), A casa da madrinha (1978), Corda bamba (1979) e O sofá estampado (1980). Por estes livros recebeu, em 1982, o Prêmio Hans Christian Andersen, o mais importante prêmio literário infantil, uma espécie de Prêmio Nobel da literatura infantil. O prêmio foi concedido pela International Board on Books for Young People, filiada à UNESCO. Os colegas (1972) já antes havia conquistado o primeiro lugar no Concurso de Literatura Infantil do Instituto Nacional do Livro (INL), em 1971, com ilustrações do desenhista Gian Calvi.

## A escritora e o estilo
Lygia Bojunga Nunes tem recebido reiterados elogios da crítica especializada, quer brasileira, quer estrangeira. No cenário brasileiro, com frequência tem sido reportada como a herdeira ou sucessora de Monteiro Lobato, por estabelecer um espaço em que a criança tem — através da liberdade da imaginação — uma chave para a resolução de conflitos, o que Monteiro Lobato mostrou saber fazer com maestria. Algumas vezes, no cenário internacional, costuma-se compará-la a Saint-Exupéry e a Maurice Druon, pela notável sensibilização infantil destes através de O Pequeno Príncipe e O Menino do Dedo Verde, respectivamente. Com efeito, misturando com habilidade o real e a fantasia, Lygia alcança, num estilo fluente, entre o coloquial e o monólogo interior, perfeita comunicação com seu leitor.
Consciente de que literatura é comunicação, a autora não recusa tratar de temas considerados problemáticos, como suicídio, em 7 Cartas e 2 Sonhos (1983) e O Meu Amigo Pintor (1987); assassinato, em Nós Três (1987) e abandono dos filhos pela mãe, no conto "Tchau", no volume de mesmo nome (1984).
Com o livro Um Encontro com Lygia Bojunga Nunes (1988), reuniu textos sobre sua relação com a literatura, apresentando, de forma dramatizada, o resultado de seu trabalho. Esse é também o início de uma reflexão metaliterária, que se estende por Paisagem e Fazendo Ana Paz, ambos de 1992, onde refletiu sobre o que é fazer literatura, fazendo literatura, linha que tem em Feito à Mão (1996), uma realização radical, pois o livro foi feito com papel reciclado e fotocopiado — uma alternativa à produção industrial.
Com Seis vezes Lucas e O Abraço, também de 1996, retoma um tema instigante deste final de século: uma literatura dirigida a qualquer leitor, estando no objeto-livro a maneira de adequá-la às diversas etapas da vida humana.
É um dos maiores nomes da literatura infanto-juvenil brasileira e mundial, assim consagrada pela qualidade de sua obra e caracterização da problemática da criança, acuada dentro do núcleo familiar.
Sua obra já foi publicada em alemão, francês, espanhol, sueco, norueguês, islandês, holandês, dinamarquês, japonês, catalão, húngaro, búlgaro e finlandês.
Seus livros têm sido altamente recomendados pela crítica europeia e estão sendo radiofonizados em vários países, sendo que um deles, Corda bamba, foi filmado na Suécia. Casada com um inglês, vive parte de seu tempo em Londres e parte no Rio de Janeiro. A autora publicou em 1982 "7 cartas e 2 sonhos" pela editora Berlendis & Vertecchia, e em 1987 republicou-a pela editora Agir com o título "Meu Amigo Pintor", e mais tarde a obra foi adaptada para o teatro.
Em 2023, a obra Meu Amigo Pintor, que já foi adaptada para o teatro, foi adotada pelo vestibular da UERJ como leitura obrigatória em seu processo seletivo para 2024 no 1º exame de qualificação.

## Prêmios (seleção)
- 1973 - Prêmio Jabuti
- 1982 - Prêmio Hans Christian Andersen
- 2004 - Prêmio Memorial Astrid Lindgren